# Dimitri Borovik
Dimitri Borovik (* 24. Januar 1974 in Tallinn) ist ein estnischer Biathlet.
Dimitri Borovik betreibt seit 1988 Biathlon. Der Sportler von Kaitsejõudude Sportclub wird von Tiit Pääsuke trainiert. Seit 1994 gehört der verheiratete Koch dem estnischen Nationalkader an. Borovik debütierte als 69. in einem Einzel in Oberhof 1994 im Biathlon-Weltcup. 1996 gewann er als Sprint-20. in Osrblie erstmals Weltcuppunkte. Das beste Ergebnis in einem Einzelrennen seiner Karriere war bislang ein 12. Platz in einem Einzel in Antholz. Mit der Staffel um Roland Lessing, Indrek Tobreluts und Janno Prants konnte er sogar zweimal – 2002 in Osrblie und 2003 in Oberhof – Fünfter werden.
Zwischen 1995 und 2005 Nahm Borovik an allen ausgetragenen Biathlon-Weltmeisterschaften teil. Seine erfolgreichste Weltmeisterschaft erlebte er 2003 in Chanty-Mansijsk. Hier erreichte er unter anderem einen 17. Platz im Einzel und einen 18. Platz in der Verfolgung. Zudem wurde er Neunter mit der Staffel. Karrierehöhepunkte waren Boroviks drei Teilnahmen an den Olympischen Spielen 1998, 2002 und 2006. Vor allem 1998 in Nagano konnte er unter anderem mit einem 18. Platz im Sprint überzeugen. 2000 trat Borovik zudem bei den Weltmeisterschaften im Sommerbiathlon in Chanty-Mansijsk an. Mit Tobreluts, Prants und Lessing gewann er Staffelbronze.

## Biathlon-Weltcup-Platzierungen
| Platzierung | Einzel | Sprint | Verfolgung | Massenstart | Team | Staffel | Gesamt |
| ----------- | ------ | ------ | ---------- | ----------- | ---- | ------- | ------ |
| 1. Platz    |        |        |            |             |      |         |        |
| 2. Platz    |        |        |            |             |      |         |        |
| 3. Platz    |        |        |            |             |      |         |        |
| Top 10      | 2      |        |            |             |      | 14      | 16     |
| Punkteränge | 2      | 9      | 6          | 1           | 2    | 40      | 60     |
| Starts      | 43     | 75     | 29         | 1           | 2    | 40      | 190    |

(Stand: Nach der Saison 2007/08)